# Claude Bouscau
Claude, Lucien, Jean Bouscau, né à Arcachon le 15 mai 1909 et mort dans le 14e arrondissement de Paris le 5 avril 1985, est un sculpteur français.

## Biographie
Claude Bouscau est né dans une famille de marins arcachonais, villa Murcie, avenue Lamartine, et fut découvert par André Maurice, architecte en chef des Bâtiments nationaux en villégiature à Arcachon, qui le remarqua au cours d’un concours de châteaux de sable qui fut son premier matériau.
Puis il suit des études à l’École des beaux-arts de Bordeaux (1923). Il est l'élève de Paul Niclausse à l’École nationale supérieure des arts décoratifs de Paris, dont il fut premier grand prix en 1929. Il reçoit le prix Chenavard (de) en 1933, puis entre à l’atelier d'Henri Bouchard à l'École nationale supérieure des beaux-arts de Paris. Il obtient, dès sa première tentative, le premier prix de Rome en 1935.
De 1935 à 1939, il est pensionnaire de l’Académie de France à Rome à la villa Médicis, alors dirigée par Paul Landowski. Lorsqu'éclate la Seconde Guerre mondiale, il revient en France pour rejoindre le front dans la Marne. Il recevra la croix de guerre avec étoile et la croix du combattant.
En 1941, il épouse Sylviane Marceron (1920-2011), dont il eut trois enfants, François (1942-1951), Alix-Anne et Franck Bouscau (militant légitimiste, fondateur de l'association Henri-V, professeur agrégé des facultés de droit, avocat à la Cour de Paris).
Son atelier était situé dans le 14e arrondissement de Paris, au no 10 rue Hallé, et sa maison au no 40 square de Montsouris.

## Enseignement
Après la guerre, de retour à Paris, Claude Bouscau devient professeur de la ville de Paris. Il enseigna durant de nombreuses années au Cours Montparnasse, où il eut jusqu’à cent vingt élèves. Il resta trois années de plus que l’âge de la retraite. Par la suite, il continua d’enseigner jusqu’à son décès à l’Académie des beaux-arts de Chaville qui venait d’être créée et dont il assura la direction.

## Œuvre
L’œuvre de Claude Bouscau est très diverse par les thèmes abordés (religieux, civiques, vie quotidienne, maternité, enfance, nus, pins du Sud-Ouest) par les modes d’expression (sculpture en ronde-bosse, bas-reliefs, gravure sur bois, dessin, étain ou cuivre repoussé, médaille, peinture) et par les matériaux utilisés comme support (pierre, marbre, plâtre, bronze, cuivre, étain, papier).
Enfin, elle est très variée dans le style. Si Claude Bouscau a, dans sa jeunesse, pratiqué un classicisme rigoureux dans le sillage d'Auguste Rodin, Antoine Bourdelle, Aristide Maillol, il s’en est ensuite dégagé, notamment par le goût de la stylisation et par un esprit de recherche toujours en éveil. L’artiste s’est même mesuré, avec un certain bonheur, à l’art contemporain. Mais, loin de suivre une évolution linéaire, allant par exemple, du figuratif à l’abstrait, l’œuvre de Claude Bouscau montre des retours en arrière et des audaces innovatrices, comme si l’artiste s’était joué des querelles d’école et avait voulu décourager les futurs classificateurs. Si bien que cette œuvre, vaste et diverse, témoigne d’une grande unité de conception, liée à une « patte » particulière et qu’il paraît aléatoire de tenter d’y distinguer des périodes successives.
Tout au long de sa vie, il accumule, croquis, études et dessins, au crayon, fusain, à la sanguine. Il avait un vrai besoin de « croquer » ses contemporains, à la ville, à la plage où les formes pleines et rondes qu’il affectionnait lui servaient de modèle.

### Envois de Rome
- Héraclès, parc Mauresque à Arcachon[1] ;
- Léda et le cygne, précédemment dans le jardin du no 40, square de Montsouris à Paris 14e, a été déposé au musée de La Piscine à Roubaix en décembre 2013 ;
- Baigneuse ou Maria, parc Mauresque à Arcachon[1] ;
- Petits bronzes de personnages typiques (rencontrés par le sculpteur au cours de ses séjours en Italie, en Grèce et en Tunisie) ;
- Divers bustes en marbre et bronze.

### Commandes d’État (décoration de bâtiments publics ou scolaires)
- L'Annonciation, 1941, église Saint-Dominique, Paris 14e ;
- Apollon, 1943, Paris, Assistance publique ;
- La Ville de Beauvais luttant, 1959, hôtel de ville de Beauvais (Oise) ;
- La Lune et le Soleil, 1961, Toulouse, Institut d'études politiques (architecte : Trilhe) ;
- L'Épopée de Jeanne d'Arc, 1964, Clermont-Ferrand, lycée Jeanne d'Arc (architecte : G. Noël père) ;
- Les Écoliers, vers 1947-1948, Arcachon, école maternelle Victor Duruy ;
- Maternité, 1955, Bordeaux, Caisse d'allocations familiales de la Gironde (architectes L. et M. Garros) ;
- Jeux d'enfants, 1955, Vic-sur-Cère, groupe scolaire (architectes : Croizet et Delrieu) ;
- La Forêt ; Le Naturaliste, bas-reliefs, 1954, Arcachon, lycée de Grand Air[1] (architectes : Domenc, Larcher et Hourtic). Le sculpteur a en outre réalisé, pour le même établissement, deux autres bas-reliefs et deux « pastilles » en terre cuite ;
- Le Chant ; La Danse, 1956, Aurillac, Centre d'apprentissage féminin (architecte : P. Terrisse) ;
- Les Bienfaits d'Esculape, dieu de la santé, 1977, Chaudes-Aigues (Cantal), collège d'enseignement général (architecte : Ch. Terrisse) ;
- La Bourrée auvergnate, 1972, Pierrefort (Cantal), collège d'enseignement général (architecte : Ch. Terrisse) ;
- Le Gardien de but, 1963, Bolbec (Seine-Maritime), collège d'enseignement technique  (architecte : Brun) ;
- Le Gardien de but, 1966, Aurillac, collège technique et centre d'apprentissage masculin (architecte : Ch. Terrisse) ;
- La Jeunesse, 1957, Aurillac, École normale, (architecte : P. Terrisse) ;
- Vulcain, le Forgeron, 1960, Eu (Seine-Maritime), centre d'apprentissage masculin (architecte : Brun) ;
- Chemin de croix monumental, 1942-1948, bas-reliefs, église du Sacré-Cœur d'Aurillac (Cantal) (architecte : Croizet) ;
- Nombreuses médailles, jetons, petites sculptures éditées par la Monnaie de Paris[5].

### Commandes municipales
- Maître Lachaud, 1954, Treignac (Corrèze) ;
- Le Héros mourant plantant son épée en terre, 1956, carré militaire du cimetière d'Arcachon[5] ;
- Dans la même ville, boulevard-promenade Veyrier-Montagnères, il est l'auteur en 1948 d'un médaillon fixé sur une stèle (architecte Roger Expert), en hommage à Jean-Baptiste-James Veyrier-Montagnères, ancien maire de la ville[1] ;
- Monument aux Creusois morts en déportation, 1956, Aubusson (Creuse) ;
- Femme jouant avec un dauphin, 1952, Arcachon, entrée de l'ascenseur du casino Mauresque[1] ;
- Monument aux marins péris en mer, 1968, entrée du port d'Arcachon[1] ;
- Perle de la côte d’Argent, œuvre posthume d’après une maquette de l’artiste, place Claude-Bouscau à Arcachon[5].

### Commandes particulières
- Vierge, 1938, statue, jardin des sœurs de Saint-Vincent-de-Paul à Arcachon ;
- Chopin, 1949, centenaire de la mort du compositeur. Collection Chaumet, Paris ;
- Le Guérisseur Robert Martin, 1962, parc de la Source des Abatilles, Arcachon[1] ;
- Petits bronzes : Claire, Sylvie, etc. , fondeur : Godard ;
- Nombreux bustes en marbre et en bronze.

### Commandes à l'origine non déterminée
- Au cimetière d'Arcachon, il a aussi réalisé un monument en hommage à la résistante Marie Bartette figurant une hirondelle libérée d'une chaîne, ainsi que le monument La Lanterne des morts et Héros mourant (7,5 mètres de haut)[6],[1] ;
- Tête du Christ, basilique Notre-Dame d'Arcachon[1] ;
- Les deux écoliers en pèlerine, école maternelle Victor-Duruy, Arcachon[1] ;
- Faune poursuivant des nymphes, ascenseur du parc Mauresque d'Arcachon[1].

### Collections publiques
- Boulogne-Billancourt, musée des Années Trente

## Expositions
Claude Bouscau a fait des expositions à Paris et en province, mais le lieu où il est le mieux représenté est sa ville natale, Arcachon, qui possède plus d’une dizaine d’œuvres qui sont le reflet de son art, depuis le séjour à Rome jusqu’à la dernière mise en place : Perle de la Côte d’Argent.
La ville d’Arcachon a réalisé une exposition rétrospective en juin-juillet 1990.

## Distinctions
Entre autres distinctions, le Salon des artistes français lui a décerné la médaille d’honneur pour la gravure en médaille (1973) et la médaille d’honneur pour la sculpture (1975).
- Chevalier de la Légion d’honneur ;
- Chevalier de l’ordre des Palmes académiques ;
- Médaille d’or de la ville de Bordeaux (1935) ;
- Médaille d’argent de la ville de Paris (1966) ;
- Sociétaire du Salon des artistes français, du Salon d'automne, du Salon des indépendants et de la Fondation Taylor ;
- Professeur honoraire de la ville de Paris ;
- Directeur de l’Académie des beaux-arts de Chaville.